# 350 a.C.

## Eventos
- Marco Popílio Lenas, pela terceira vez, e Lúcio Cornélio Cipião, que caiu enfermo logo no início do mandato, cônsules romanos.
- Lúcio Fúrio Camilo é nomeado ditador romano pela Assembleia das centúrias ("comitiorum habendorum causa") para garantir a realização das eleições consulares. Seu mestre da cavalaria foi Lúcio Cornélio Cipião.